# Marianne von Baumgarten
Marianne von Baumgarten, sist folkbokförd Marianne Elisabet Lindberg, född Groth den 7 mars 1939 i Stenstorps församling i Skaraborgs län, död 21 februari 2025 i Djursholm i Danderyds distrikt i Stockholms län, var en svensk journalist, chefredaktör och bokförläggare.

## Biografi
Marianne von Baumgarten gick ut Journalisthögskolan 1964. Hon var journalist vid Åhlén & Åkerlund, chefredaktör för Vi föräldrar 1972–1975, Femina 1975–1976, redaktör vid Aftonbladet 1977, redaktör och chef för Barnens bokklubb, som hon grundade, från 1977 samt innehavare av Barnens bokhandel, som hon också startade, från 1978. Hon var styrelseledamot och delägare i Opsis Kalopsis, Berghs förlag, BokPalatset AB. Barnens Bokklubb AB och Allt om Böcker, där hon även var ansvarig utgivare. Hon var chefredaktör för tidskriften Parnass.
Hon var gift första gången 1959–1965 med direktör Bo Ulfson von Baumgarten (född 1934). De fick tre barn, bland andra manusförfattaren Marietta von Hausswolff von Baumgarten. Andra gången var hon gift med Henry Börjesson från 1970. Tredje gången var hon gift från 1977 med skådespelaren Sven Lindberg (1918–2006).

## Filmografi
- 1954 – Som i drömmar
- 1981 – Sopor

## Priser och utmärkelser
- 1985 – Gulliver-priset
- 2003 – S:t Eriksmedaljen
- 2005 – Natur & Kulturs Kulturpris
- 2008 – Eldsjälspriset
- 2016 – Konungens medalj av 8:e storleken i högblått band
- 2021 – Svenska förläggareföreningens hederspris